# Que du bonheur !
Que du bonheur ! est une série télévisée française en 125 épisodes de trois minutes créée par Christophe Fort et Nathalie Roger-Cottet, diffusée du 7 janvier 2008 au 25 juin 2008 sur TF1, puis rediffusée à partir du 16 avril 2012 sur NT1.
La série met en scène une famille recomposée. Tous les épisodes se déroulent dans la cuisine de la famille. La particularité de la série est qu'un des personnages donne la réplique finale « Que du bonheur ! » pour terminer un épisode.

## Synopsis
Valérie, 38 ans et deux boulots : sage-femme et maman. Et aussi épouse. En fait, ça fait trois mais quand on aime, on ne compte pas ! Jean-François, c'est son deuxième mari. Quand Valérie et Jean-François se sont connus, Jean-François venait de divorcer et vivait seul avec son fils Julien, 22 ans. Elsa, c'est la grande fille de Valérie, elle a 14 ans et son père, c'est Stéphane, le premier mari de Valérie. Et enfin, Zoé, c'est la fille de 8 ans que Valérie et Jean-François ont eu ensemble. Et toute cette famille, franchement, c'est Que du Bonheur…! Ou presque.

## Fiche technique
- Titre original : Que du bonheur !
- Scénario : François Uzan et Stéphanie Vasseur
- Réalisation : Roger Delattre et Pascal Bourdiaux
- Création : Christophe Fort et Nathalie Roger-Cottet
- Société de production : Martange Production (avec la participation de TF1, TV Breizh et du CNC)
- Direction artistique : Michèle Bernier
- Production exécutive : Jean-Hugues Noël et Caroline Kovarik
- Coordination d'écriture : Emmanuelle Boyer
- Direction de casting : Marie-Christine Duhamel
- Chargée de production : Florence Borderes
- Décors : Pascal Chatton et Thierry Chavenon
- Montage : Alexandre Besson
- Ingénieur son : Philippe Lauprete
- Mixage : Laurent Cauneau
- Musique :
  - Titre original : It's Alright d'Aaron Neville
  - Auteur/Compositeur : Quentin Bachelet et Jean-Marc Benaïs

## Distribution

### Acteurs principaux
- Oriane Bonduel : Valérie Martange
- Arnaud Viard : Jean-François Martange
- Charles Templon : Julien Martange
- Rebecca Faura : Elsa
- Isaure de Grandcourt : Zoé Martange

### Acteurs secondaires
- Nathalie Krebs : Catherine
- Benjamin Alazraki : Stéphane
- Stéphane Joly : Benoît (dit Ben)
- Anne-Sophie Girard : Sophie
- Sophie Mounicot : Nicole

### Petites apparitions
- Michèle Bernier : Fabienne
- Paolo Palermo : Lotus, professeur de yoga
- Joakim Latzko

## Épisodes
- Liste des épisodes de Que du bonheur

## Personnages

### Principaux
- Valérie : Sage-femme de 38 ans, elle est mariée à Jean-François avec qui elle a eu une fille, Zoé. Elle a aussi une fille plus âgée, Elsa, née de l'union avec son premier époux, Stéphane. Mère de famille dévouée, son objectif est de faire en sorte que tout le monde s'entende dans cette famille recomposée. Elle est toujours à la recherche de la perfection et a développé des angoisses. Quand elle a pris une décision, elle est prête à utiliser des moyens peu conventionnels pour parvenir à ses fins.

- Jean-François : Architecte de 45 ans, époux de Valérie, il a eu un fils avec son ex Nicole, Julien. C'est un homme romantique, fou amoureux de sa femme, même s'il aime bien se moquer d'elle et de sa famille gentiment. Il vit un peu dans sa bulle et aime donner des explications sur tout. Il est persuadé d'assurer dans tout ce qu'il fait mais la vie le ramène souvent à la réalité.

- Julien : Le fils de Jean-François, âgé de 22 ans. Très complice avec ses deux demi-sœurs et avec son père et sa belle-mère, il a fait Science Po pour faire plaisir à ses parents mais s'y est ennuyé et est parti aux Beaux-Arts. Il est très taquin mais jamais méchant.

- Elsa : La fille de Valérie, âgée de 14 ans. Elle est dépendante de son téléphone portable et d'Internet. Sa petite sœur l'agace parfois et elle fait de temps en temps des crises de rébellion. Elle s'intéresse plus à la mode qu'à ses cours, au désespoir de sa mère.

- Zoé : Elle a 8 ans. Elle s'entend très bien avec son demi-frère Julien, mais se chamaille souvent avec sa demi-sœur Elsa. Bavarde, curieuse et drôle, elle est très mature pour son âge et pose souvent des questions embarrassantes à ses parents.

### Secondaires
- Stéphane : Premier mari de Valérie, il est le père d'Elsa. Il ne veut pas payer la pension alimentaire.
- Benoît (ou Ben) : Meilleur ami de Jean-François et parrain de ses enfants, Julien et Zoé. Il ne pense qu'à sortir avec des femmes et a un faible pour Sophie.
- Sophie : Meilleure amie de Valérie. Malchanceuse en amour, elle dit ne sortir qu'« avec des tocards ».
- Nicole : Première épouse de Jean-François, elle est la mère de Julien.
- Catherine : Mère de Valérie et grand-mère d'Elsa et Zoé.